# 22632 DiNovis
22632 DiNovis este un asteroid din centura principală de asteroizi.

## Descriere
22632 DiNovis este un asteroid din centura principală de asteroizi. A fost descoperit pe 22 mai 1998 la Socorro, New Mexico, în cadrul proiectului LINEAR. Asteroidul prezintă o orbită caracterizată de o semiaxă mare de 2,33 ua, o excentricitate de 0,15 și o înclinație de 2,3° în raport cu ecliptica.